# Hymenandra pittieri
Hymenandra pittieri är en viveväxtart som först beskrevs av Carl Christian Mez, och fick sitt nu gällande namn av J.J. Pipoly och J.M. Ricketson. Hymenandra pittieri ingår i släktet Hymenandra och familjen viveväxter. Inga underarter finns listade i Catalogue of Life.